# Clemens Walzel von Wiesentreu

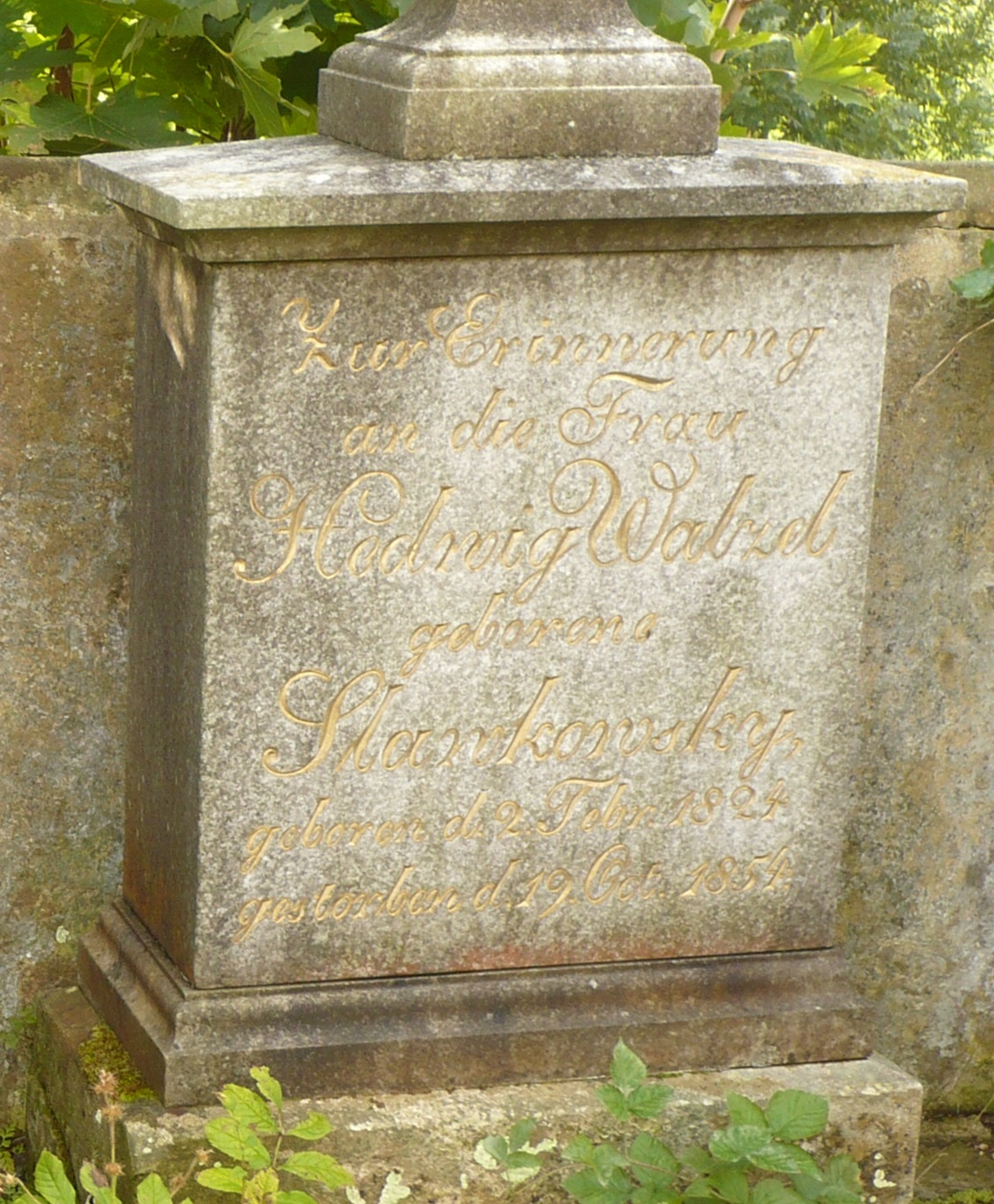
Grób Hedwig Slawkowsky (1824-1854)

Clemens Walzel von Wiesentreu (ur.  9 lutego 1819 w Vižňovie, zm. 14 lipca 1886 w Poříčí koło Trutnova) – austriacki przedsiębiorca.

## Biogram
Syn Georga Walzela (1786-1850) i Weroniki Walzel (ur. 1786). Wychował się w rodzinnym Vižňovie, gdzie z braćmi następnie kontynuował działalność gospodarczą ojca. W 1844  w Broumovie poślubił Hedwig Slawkowsky (1824-1854), z którą miał dwóch synów: Gustawa Walzela (1845-1868), Karla Walzela (1849-1874). Hedwig zmarła 19.10.1854 z powodu powikłań w opłucnej. 
Clemens w 1850 przejął zakład ojca w Poříčí koło Trutnova. Była to bielarnia, zakład przetwórczy i suszarnia. W latach 1850–1851 przekształcił go w przędzalnię lnu. W 1852 uzyskał koncesję fabryki państwowej na produkcję wyrobów lnianych i bawełnianych. Firma nazywała się „Gebrüder Walzel” (Bracia Walzel). W 1853 otworzył magazyn towarowy w Linzu w Górnej Austrii, a w 1854 uruchomił maszynę parową w Poříčí. Był członkiem  związku strzeleckiego i propagatorem kultury.
Za zasługi dla rozwoju przemysłu cesarz Franciszek Józef I odznaczył go Złotym Krzyżem Zasługi i Orderem Korony Żelaznej. W 1874 cesarz podniósł go do godności szlacheckiej z tytułem von Wiesentreu (z Vižňova). 
W 1875 ożenił się z Theresą Letzel (ur. 1836). Obaj  synowie (bezpośredni spadkobiercy) Clemensa zmarli młodo: Gustaw w 1868, Karol w 1874. Cesarz Franciszek Józef I w 1879 przeniósł tytuł szlachecki na jego bratanka Maksymiliana Walzela (1855-1933), który w 1888 zmodernizował przędzalnię na mechaniczną tkalnię lnu (posiadała 150 krosien). Zmarł na rozedmę płuc i został pochowany w rodzinnym grobowcu w Vižňovie.